# معاوية بن عبد الله بن جعفر
معاوية بْنُ عَبْدِ اللَّهِ بْنِ جَعْفَرِ بْنِ أَبِي طَالِبِ بْنِ عبد المطلب الْهَاشِمِيُّ الْمَدَنِيُّ. (45 هـ - 110 هـ) من الأعلام الثقات، وهو قليل الحديث، نبيل فاضل، وأمّه أمّ ولد.

## نسبه
معاوية بن عبد الله بن جعفر بن أبي طالب بن عبد المطلب بن هاشم بن عبد مناف بن قصي بن كلاب بن مرة بن كعب بن لؤي بن غالب بن فهر بن مالك بن النضر بن كنانة بن خزيمة بن مدركة بن إلياس بن مضر بن نزار بن معد بن عدنان.

## أبنائه
وَلَدَ معاويةُ بن عبد الله: عبدَ الله الخارج بالكوفة في آخر زمن مروان بن محمد، وجعفرَ بن معاوية لا بقيّة له، ومحمدًا، وأمّهم أمّ عون بنت عون بن العبّاس؛ وسليمانَ بن معاوية لأمّ ولد، والحسنَ، ويزيدَ، وصالحًا، وحمّادةَ، وأُبيّةَ، وأمّهم فاطمة بنت حسن بن حسن بن عليّ بن أبي طالب، وعليَّ بن معاوية قتله عامر بن ضُبارة، وأمّه أمّ ولد.

## روايته للحديث النبوي
- رَوَى عَنْ: أَبِيهِ، وَرَافِعِ بْنِ خَدِيجٍ، وَالسَّائِبِ بْنِ يَزِيدَ.
- رَوَى عَنْهُ: ابنه عبد الله، وعبد الرحمن بن هرمز الأعرج، والزهري، ويزيد بن عبد الله بن الهاد، وآخرون.

## أقوال العلماء فيه
- قال أبو حاتم بن حبان البستي: «ذكره في الثقات».
- قال أحمد بن صالح الجيلي: «ثقة».
- قال ابن حجر العسقلاني: «مقبول».
- قال الذهبي: «ثقة».
- قال مصنفوا تحرير تقريب التهذيب: «ثقة، فقد روى عنه جمع من الثقات، ولا نعرف فيه جرحا».
- قال يعقوب بن شيبة السدوسي: «كان مقدما، وكان يوصف بالفضل والعلم».[3]